# Oncocnemis rosea
Oncocnemis rosea là một loài bướm đêm trong họ Noctuidae.